# 教育に係わる国際法
教育に係わる国際法（きょういくに かかわる こくさいほう）においては、教育に係わる各種の国際法を収録する。

## 一覧

### 条約
- 国際連合教育科学文化機関憲章（UNESCO憲章）
- 児童の権利に関する条約（こどもの権利に関する条約）
- 就業が認められるための最低年齢に関する条約（国際労働機関条約第138号）
- 有給教育休暇に関する条約（国際労働機関条約第140号）

### 宣言
- 学習権宣言
- 万人のための教育に関する世界宣言
- 障害者の権利に関する宣言

### 勧告
- 教員の地位に関する勧告